# Jeanette MacDonald

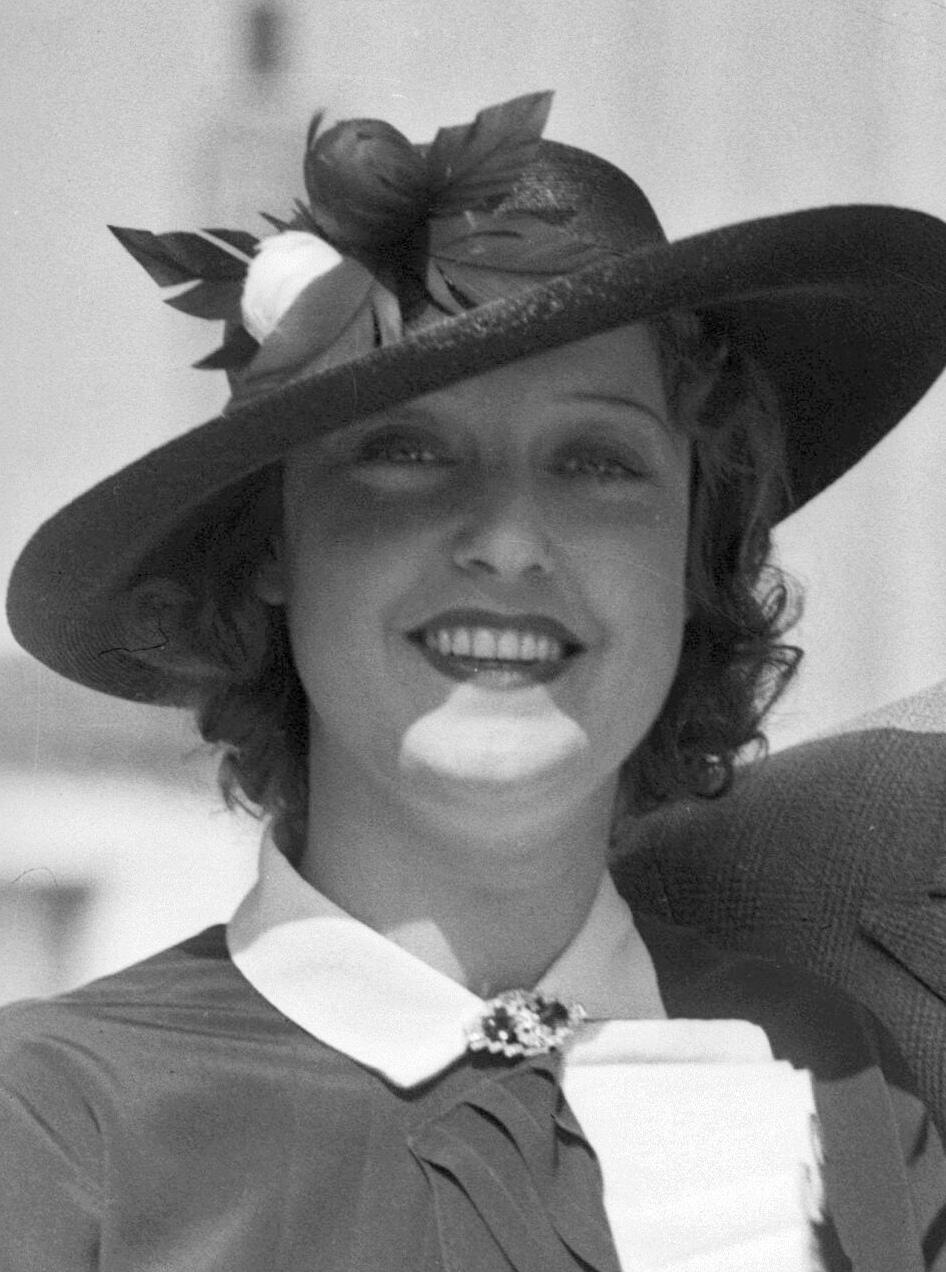
Jeanette MacDonald (1934)

Jeanette Anna MacDonald (* 18. Juni 1903 in Philadelphia, Pennsylvania; † 14. Januar 1965 in Houston, Texas) war eine US-amerikanische Schauspielerin und Sängerin (Sopran). Gemeinsam mit Nelson Eddy bildete sie ein populäres Leinwandpaar der 1930er und frühen 1940er Jahre.

## Leben
Nachdem Jeanette MacDonald in den 1920er Jahren einige Erfolge in Musicals am Broadway hatte feiern können, erhielt sie 1929 ihre erste Filmrolle unter der Regie von Ernst Lubitsch an der Seite von Maurice Chevalier in dem frühen Tonfilm Liebesparade. In der Folgezeit spielte sie in mehreren Musicals mit, so in Monte Carlo und Eine Stunde mit Dir, wieder unter der Regie von Lubitsch, doch mit dem erneuten Niedergang des Genres nach 1932 schien ihre Karriere ebenfalls zur Neige zu gehen. Sie ging nach Paris, wo sie einige sehr erfolgreiche Auftritte in exklusiven Nachtclubs und Revuehäusern absolvierte und bald zum „Toast of Paris“ wurde.

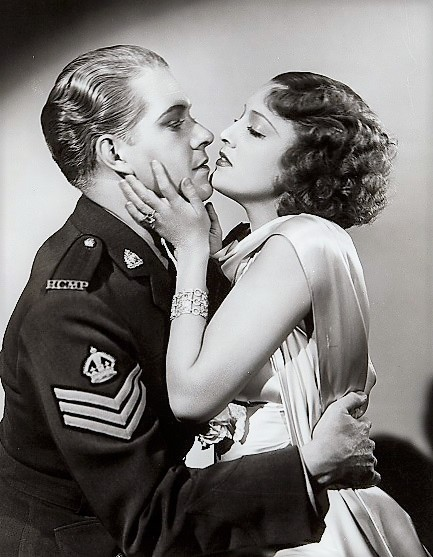
Jeanette MacDonald und Nelson Eddy in Rose-Marie (1936, Foto von Elmer Russell Ball)

Dank der neuen Popularität gelang es ihrem Agenten, für sie einen Vertrag mit MGM abzuschließen. Ihr erster Film war ein belangloses Musical mit dem Titel The Cat and The Fiddle, das an der Kinokasse nur mäßig erfolgreich war. Nachdem Grace Moore nach einigen Querelen aus der Produktion ausstieg, gab Irving Thalberg schließlich 1934 MacDonald die Hauptrolle in der aufwändigen Verfilmung von Die lustige Witwe. Regie führte Ernst Lubitsch, die männliche Hauptrolle ging an Maurice Chevalier. Der Durchbruch zum Star gelang MacDonald im Folgejahr als Partnerin von Bariton Nelson Eddy in einer Operette Tolle Marietta. Der Film war ein solcher Erfolg, dass die beiden zu einem Leinwandpaar wurden. Sie drehten in der Folgezeit noch mehrere, sehr opulent produzierte Operetten, darunter 1936 den Film Rose-Marie. Ihren ersten Soloerfolg hatte sie mit San Francisco an der Seite von Clark Gable und Spencer Tracy. Der Film schilderte das dramatische Erdbeben von 1906 und MacDonald sang den berühmten Filmsong, der die offizielle Hymne der Stadt wurde.
Sie heiratete 1937 ihren Kollegen Gene Raymond, mit dem sie vier Jahre später den Film Smilin’ Through drehte. Gerüchte über eine Affäre mit ihrem Filmpartner Nelson Eddy, die unter anderem auch von ihrer Schwester Blossom genährt wurden, haben sie und ihr Ehemann immer zurückgewiesen. Mit Beginn der 1940er neigte sich ihre Karriere dem Ende entgegen. Sie drehte nach dem Krieg noch zwei Filme, unter anderem einen mit Lassie als Partner. Nach 1949 zog sie sich auf die Konzertbühnen zurück, wo sie sehr erfolgreich bis zu ihrem Tod Auftritte absolvierte. 1958 veröffentlichte sie mit Nelson Eddy ein Album mit ihren besten Songs, das im Oktober 1966 in den USA mit einer Goldenen Schallplatte ausgezeichnet wurde.
MacDonald hatte mehrere Schwestern, die ebenfalls Schauspielerinnen waren, darunter ihre ältere Schwester Blossom Rock. Im Januar 1965 starb MacDonald nach längerer Herzerkrankung mit 61 Jahren an Herzversagen, nachdem auch eine aufwendige Behandlung durch den prominenten Herzchirurgen Michael DeBakey fehlgeschlagen hatte.
MacDonald war bei ihren Kollegen nicht sehr beliebt und der Spitzname „Eiserner Schmetterling“ war noch eine der höflichsten Bezeichnungen. Die MacDonald/Eddy-Filme gelten heute als vielgeliebte Beispiele für das, was in der amerikanischen Kultur mit Camp bezeichnet wird. Im Deutschen kann man den Begriff nur ungenau mit Trivial bzw. Kitsch wiedergeben.

## Filmografie
Filme mit Nelson Eddy sind mit einem Sternchen* gekennzeichnet.
- 1929: Liebesparade (The Love Parade)
- 1930: Der König der Vagabunden (The Vagabond King)
- 1930: Monte Carlo
- 1930: The Lottery Bride
- 1930: Let’s Go Native
- 1930: Oh, For a Man
- 1931: Don’t Bet on Women
- 1931: Annabelle’s Affair
- 1932: Eine Stunde mit Dir (One Hour With You)
- 1932: Schönste, liebe mich (Love Me Tonight)
- 1933: Liebe nach Noten (The Cat and the Fiddle)
- 1934: Die lustige Witwe (The Merry Widow)
- 1935: Tolle Marietta (Naughty Marietta)*
- 1936: Rose-Marie*
- 1936: San Franzisko (San Francisco)
- 1937: Maienzeit (Maytime)*
- 1937: Tarantella (The Firefly)
- 1938: Im goldenen Westen (The Girl of the Golden West)*
- 1938: Singende Herzen (Sweethearts)*
- 1939: Broadway Serenade
- 1940: New Moon*
- 1940: Bitter Sweet*
- 1941: Smilin’ Through
- 1942: I Married an Angel*
- 1942: Cairo
- 1944: Follow the Boys
- 1948: Drei kleine Biester (Three Daring Daughters)
- 1949: The Sun Comes Up